# Karrie Webb
 (décembre 2023).
Si vous disposez d'ouvrages ou d'articles de référence ou si vous connaissez des sites web de qualité traitant du thème abordé ici, merci de compléter l'article en donnant les références utiles à sa vérifiabilité et en les liant à la section « Notes et références ».
Karrie Anne Webb, née le 21 décembre 1974 à Ayr (Queensland), est une golfeuse australienne.
Joueuse australienne ayant grandi dans le Queensland, elle passe professionnelle en 1994 et rejoint le circuit LPGA en 1996.
Son palmarès, constitué de 7 titres Majeurs avec ses victoires lors du British Open 2002, du Kraft Nabisco Championship 2000 et 2006, du Maurier Classic 1999, LPGA Championship 2001 et U.S. Open 2000 et 2001, font d'elle l'une des meilleures joueuses du circuit. Elle a remporté chacun des 5 tournois Majeurs (le du Maurier Classic a été remplacé par le British Open en 2000).
En 2006, après sa victoire dans Kraft Nabisco Championship, elle remporte une deuxième victoire majeure à l'Evian Masters, tournoi non considéré comme majeur mais étant le deuxième tournoi mondial en termes de dotation.
Elle a également été nommée dans le «Hall of Fame» en 2000, entrée qui n'a été effective qu'en 2005 après ses dix ans de pratique du circuit LPGA. Elle fut la plus jeune joueuese à y être entrée jusqu'à l'entrée de la coréenne Se Ri Pak en 2007[réf. nécessaire].